# Ficedula superciliaris
Ficedula superciliaris е вид птица от семейство Muscicapidae.

## Разпространение
Видът е разпространен в Афганистан, Бутан, Индия, Китай, Мианмар, Непал, Пакистан и Тайланд.